# Kiyoteru Higuchi
Pour les articles homonymes, voir Higuchi.
Kiyoteru Higuchi, né le 22 mars 1981 dans la préfecture de Kumamoto, est un taekwondoïste japonais.

## Carrière
Il remporte aux Championnats d'Asie de taekwondo 2000 à Hong Kong la médaille de bronze en moins de 58 kg. Il participe ensuite au tournoi de taekwondo aux Jeux olympiques d'été de 2000, où il est éliminé dès le premier tour des moins de 58 kg par le Taïwanais Huang Chih-hsiung qui sera médaillé de bronze.
Il est médaillé de bronze des moins de 62 kg aux Championnats du monde de taekwondo 2001 et aux Championnats d'Asie 2002 et médaillé de bronze des moins de 67 kg aux Championnats d'Asie de 2008.